# Даммуз, Эдуар

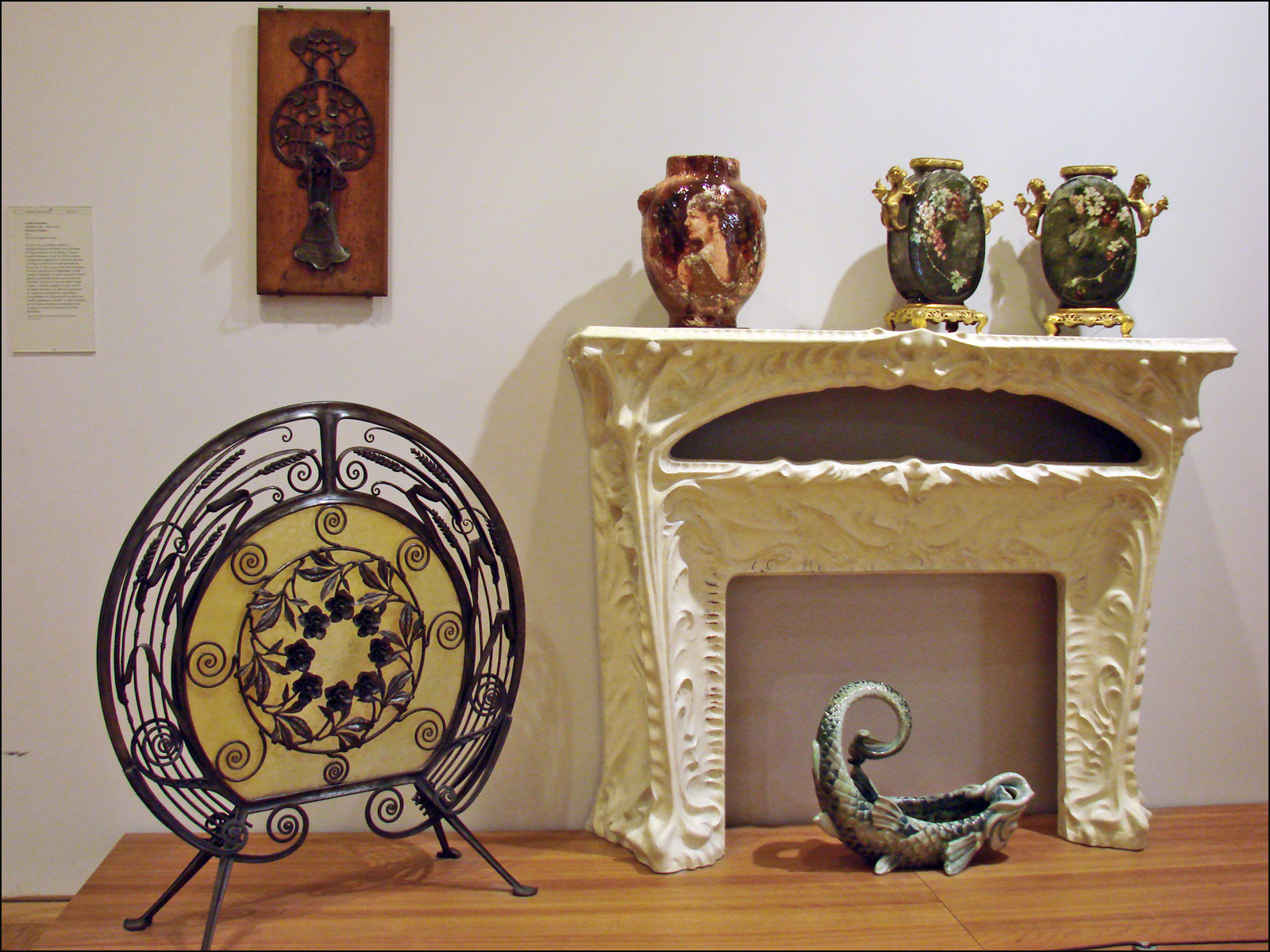
Парные вазы работы Эдуара Даммуза (на камине справа) в экспозиции, посвящённой декоративно-прикладному искусству Франции конца XIX века в Малом дворце (Париж)

Эдуар Даммуз (фр. Édouard Dammouse; 28 октября 1850, Belleville, Сена — 15 января 1903, Севр, Сена и Уаза) — французский художник-керамист, младший брат Альбера Даммуза.
Родился в 1850 году в семье Пьера Адольфа Даммуза (1817—1880) — художника по фарфору, работавшего на Севрской мануфактуре, ученика Антуана-Луи Бари.
Учился у керамиста Франсуа Лорена (1826—1901). С 1876 года работал на керамической фабрике «Haviland» под руководством художника Феликса Бракмона вместе с братом Альбером.
К 1890 году (вероятнее — на несколько лет раньше) вернулся в Севр, где скончался в 1903 году. Он не был женат и не имел детей.
Работы Эдуара Даммуза стали важной вехой в истории развития керамики во Франции, став одним из первых примеров влияния импрессионизма (в ближайшее окружение импрессионистов входил работодатель Даммуза Бракмон), а затем и зарождающегося модерна на декоративно-прикладное искусство.

## Работы Эдуара Даммуза

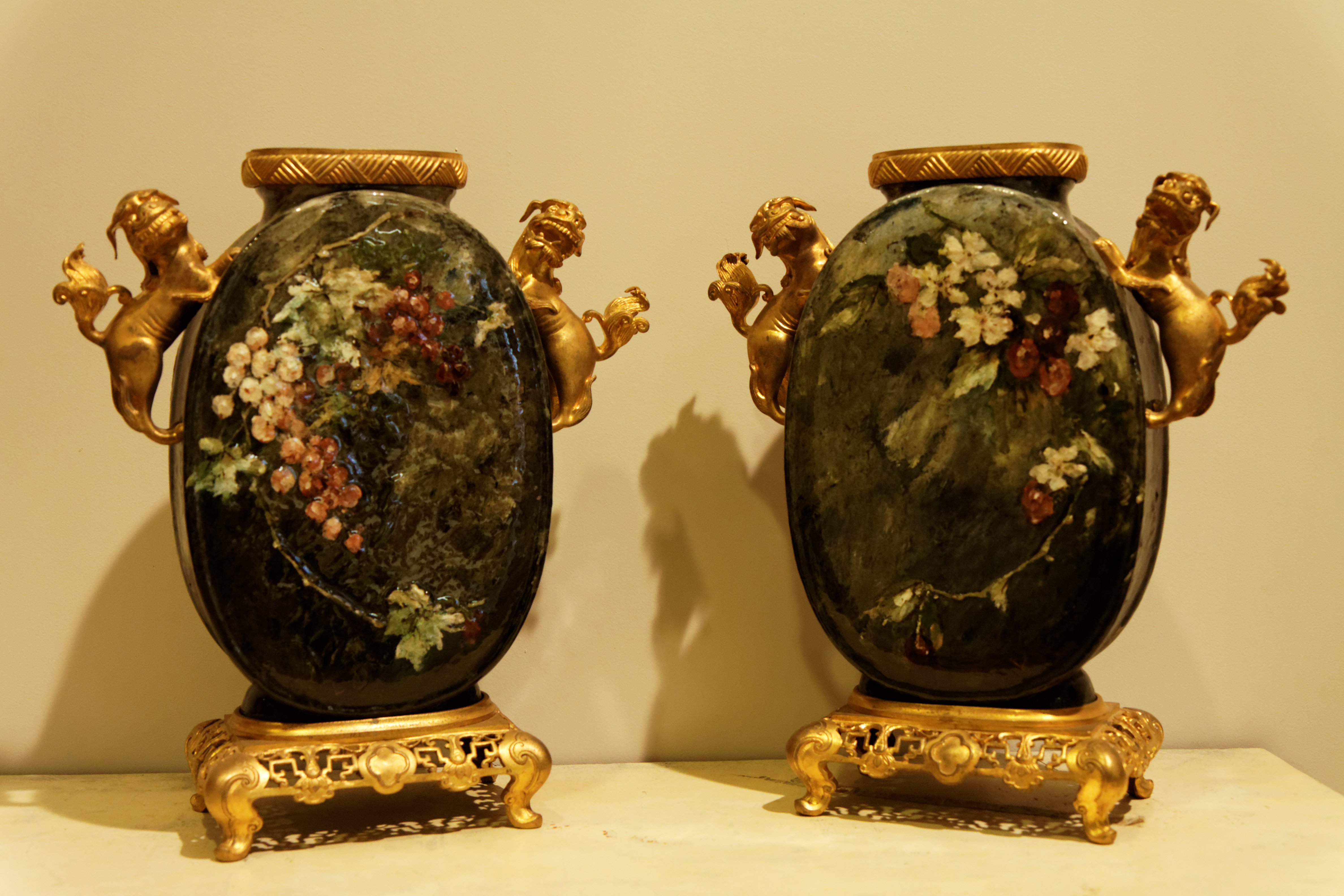
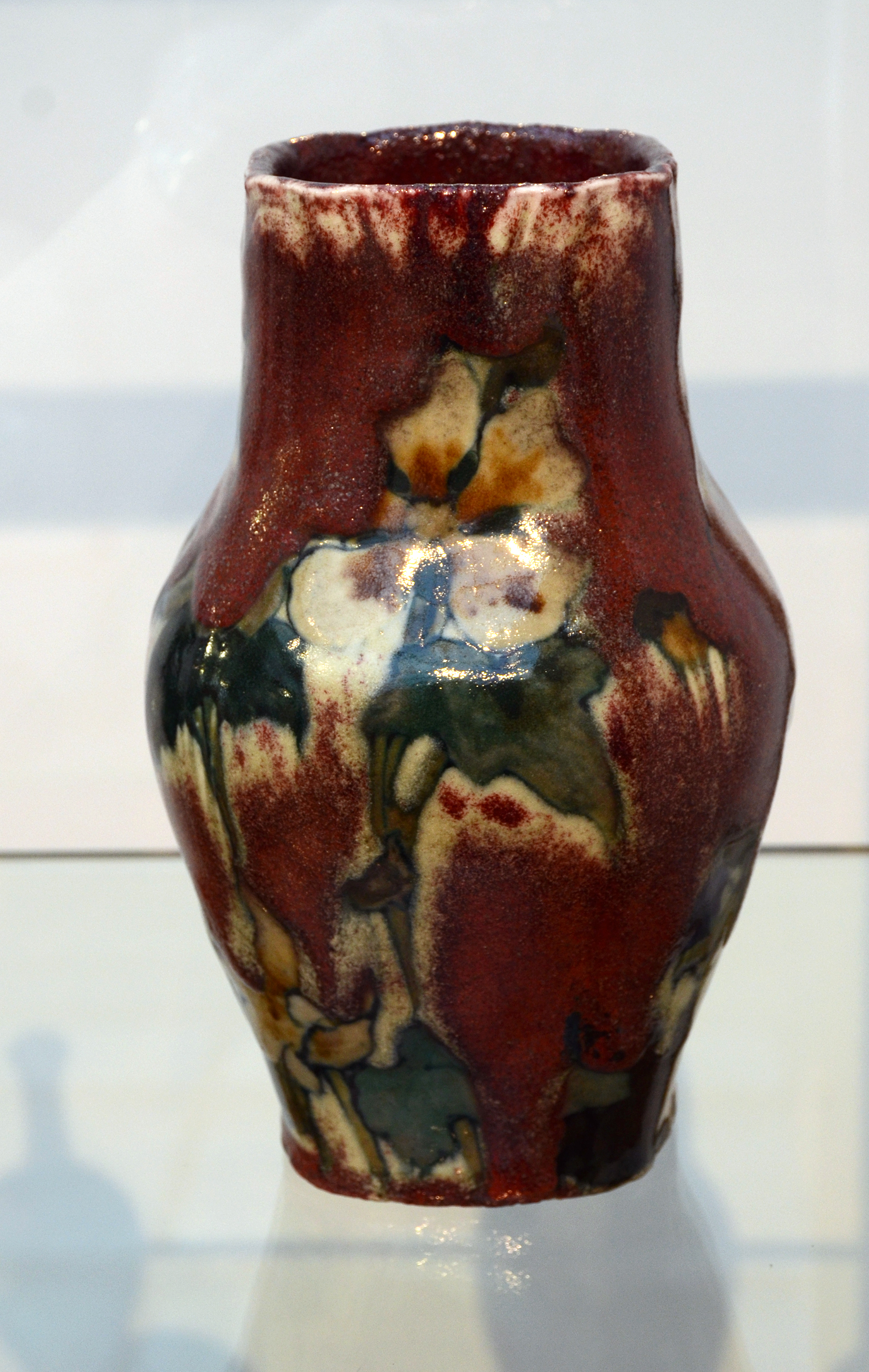
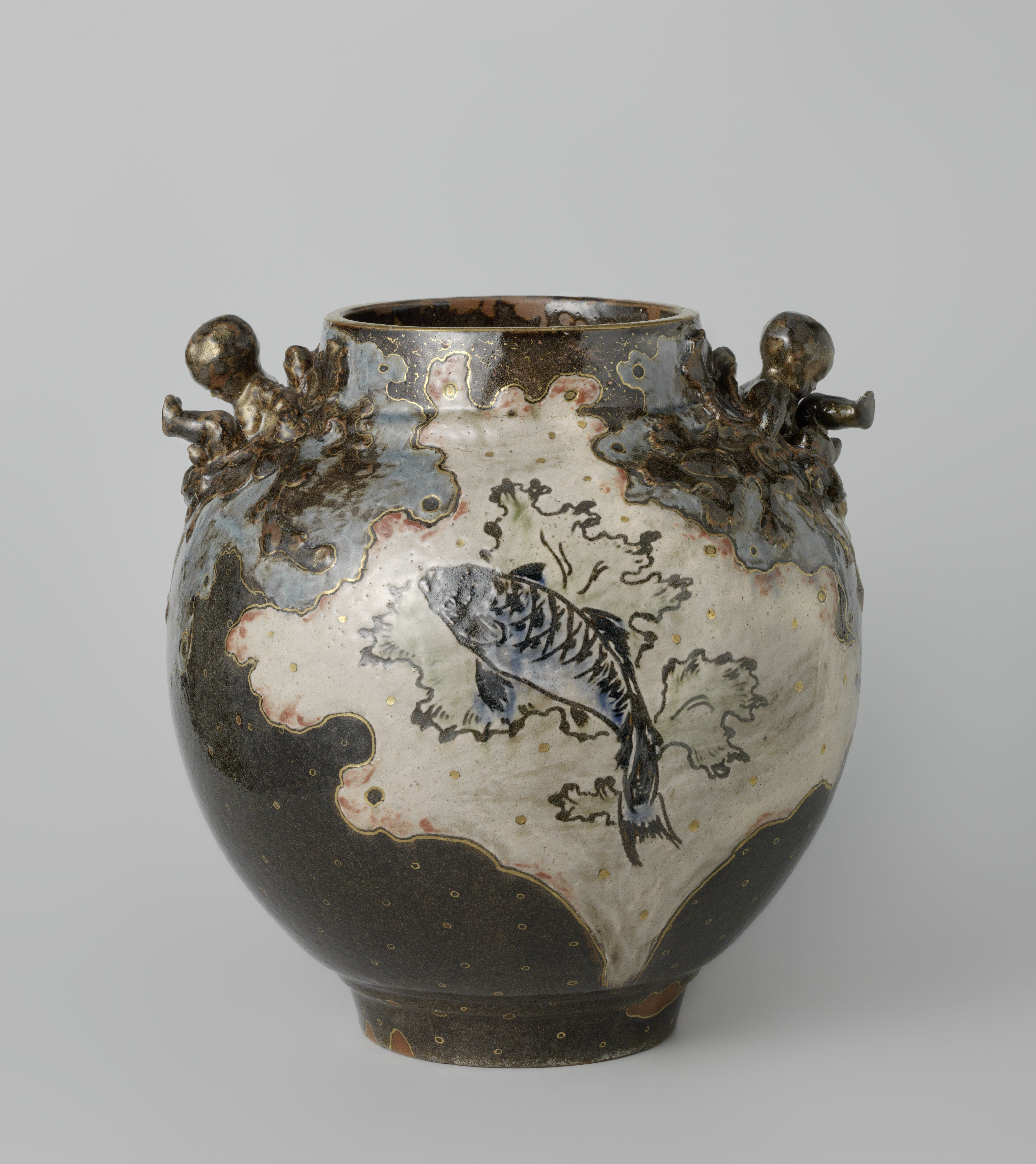
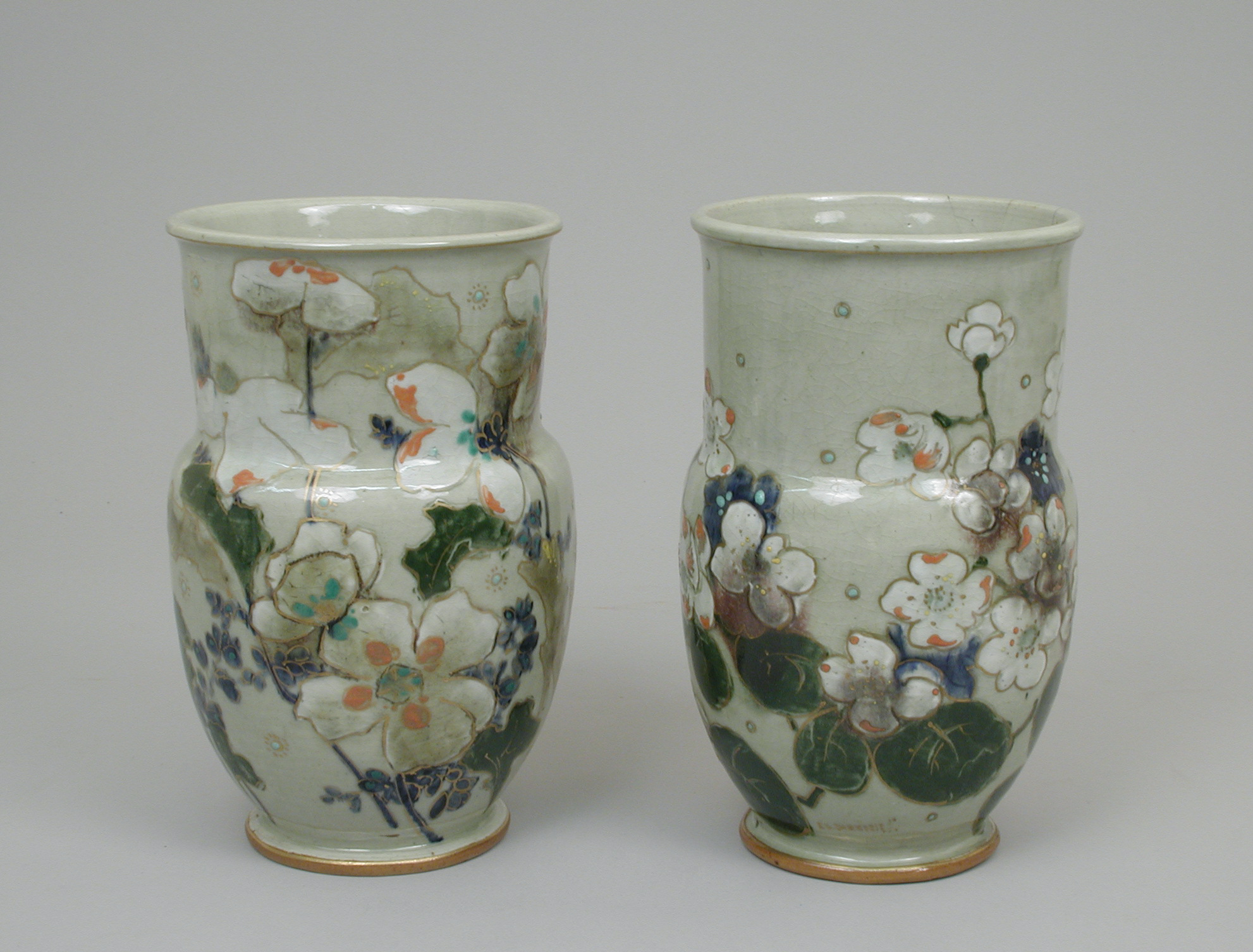